# William Nicholson (écrivain)
 (août 2014).
Si vous disposez d'ouvrages ou d'articles de référence ou si vous connaissez des sites web de qualité traitant du thème abordé ici, merci de compléter l'article en donnant les références utiles à sa vérifiabilité et en les liant à la section « Notes et références ».
Pour les articles homonymes, voir William Nicholson et Nicholson.
William Nicholson, né le 12 janvier 1948 à Tunbridge Wells, en Angleterre, au (Royaume-Uni), est un scénariste, écrivain et réalisateur britannique.

## Biographie
Sa femme Virginia est la fille de Quentin Bell, et donc la petite-fille de Vanessa Bell et petite-nièce de Virginia Woolf.
William Nicholson a écrit plusieurs pièces de théâtre, dont Les Ombres du cœur, sur la vie de C. S. Lewis et Joy Gresham, qui fut nommé pour les Tony Award. Il l'adapta à la télévision et Richard Attenborough en fit un film en 1993. 
Il a aussi coécrit le scénario du film Gladiator de Ridley Scott. 
Mais il est surtout apprécié pour sa trilogie Le Vent de feu, une œuvre de fantasy pour la jeunesse qui a reçu de nombreux prix.

## Filmographie

### Scénariste
- 1983 : Martin Luther, Heretic (téléfilm) de Norman Stone
- 1985 : Shadowlands (téléfilm) de Norman Stone
- 1990 : The March de David Wheatley
- 1992 : Le Choix d'une mère (A Private Matter), téléfilm de Joan Micklin Silver
- 1992 : Sarafina ! de Darrell Roodt
- 1993 : Les Ombres du cœur (Shadowlands) de Richard Attenborough
- 1995 : Nell de Michael Apted
- 1995 : Lancelot, le premier chevalier (First Knight) de Jerry Zucker (coécrit avec Lorne Cameron, David Hoselton)
- 1996 : Le Crime du siècle (Crime of the Century) (téléfilm) de Mark Rydell
- 1998 : Firelight, le lien secret (Firelight) de lui-même
- 1999 : Grey Owl, celui qui rêvait d'être indien (Grey Owl) de Richard Attenborough
- 2000 : Gladiator (coécrit avec David Franzoni et John Logan)
- 2007 : Elizabeth : L'Âge d'or (Elizabeth: The Golden Age) de Shekhar Kapur (coécrit avec Michael Hirst)
- 2012 : Les Misérables de Tom Hooper
- 2013 : Mandela : Un long chemin vers la liberté (Mandela: Long Walk to Freedom) de Justin Chadwick
- 2014 : Invincible (Unbroken) d'Angelina Jolie (coécrit avec Richard LaGravenese et Joel et Ethan Coen)
- 2015 : Everest de Baltasar Kormákur (coécrit avec Justin Isbell)
- 2017 : Breathe d'Andy Serkis
- 2022 : Treize Vies (Thirteen Lives) de Ron Howard

### Réalisateur
- 1977-1978 : Everyman (série TV documentaire) - 6 épisodes
- 1998 : Firelight, le lien secret (Firelight)
- 2019 : Goodbye (Hope Gap)

## Distinctions principales
Source : Internet Movie Database

### Récompenses
- Festival international du film de Saint-Sébastien 1997 : prix spécial pour Firelight, le lien secret

### Nominations
- BAFTA TV 1989 : meilleur scénario dramatique pour Screen Two (pour l'épisode Sweet as You Are)
- Primetime Emmy Awards 1997 : meilleur scénario d'une mini-série ou programme spécial pour Crime of the Century
- Oscars 1994 : meilleur scénario adapté pour Les Ombres du cœur
- BAFA 1994 : meilleur scénario adapté pour Les Ombres du cœur
- Oscars 2001 : meilleur scénario original pour Gladiator
- Saturn Awards 2001 : meilleur scénario pour Gladiator
- BAFA 2001 : meilleur scénario original pour Gladiator
- BAFA 2013 : meilleur film britannique pour Les Misérables (nommé avec Tom Hooper, Tim Bevan, Eric Fellner, Debra Hayward, Cameron Mackintosh, Claude-Michel Schönberg, Alain Boublil et Herbert Kretzmer)
- BAFA 2014 : meilleur film britannique pour Mandela : Un long chemin vers la liberté (nommé avec Justin Chadwick, Anant Singh et David M. Thompson)